# سد وادي المرواني
سد وادي خليص  أو سد خليص أو سد المرواني يعتبر السد خامس أكبر السدود على مستوى المملكة العربية السعودية، بلغت التكاليف الإجمالية لبنائه 262.3 مليون ريال (69.8 مليون دولار) وتصل طاقته التخزينية إلى 183.6 مليون متر مكعب، ويقع على مسافة 100 كلم شرق جدة و27 كلم شرق مدينة خليص أقرب المدن المستفيدة منه، ويبلغ ارتفاعه 101 متر من الأساسات وطوله 580 مترا، ومساحة منطقة التجميع تبلغ 2762 كلم مربعا كما يبلغ ارتفاع السد 61 مترا وبطاقة تصريف 4139 مترا مكعبا في الثانية.

## أرقام السد
- ارتفاع السد 101 متر منها 40 مترا تحت الأرض.
- عرض السد 580 مترا.
- الطاقة التخزينية للمياه 184 مليون متر مكعب.
- الطاقة التخزينية الحية 156 مليون متر مكعب.
- الطاقة التخزينية الميتة 28 مليون متر مكعب.
- منسوب المياه أمام السد 241.8 مليون متر مكعب.
- امتداد حوض التخزين أمام السد 18 كيلو متر.
- مساحة حوض التجميع 2762 كيلو متر مربع.
- التكلفة الإجمالية للمشروع 262 مليون ريال.[2]